# Oxacis fragilis
Oxacis fragilis är en skalbaggsart som beskrevs av Horn 1896. Oxacis fragilis ingår i släktet Oxacis och familjen blombaggar. Inga underarter finns listade i Catalogue of Life.